# Chris Fictoor
Christiaan Willem Anthonius (Chris) Fictoor (Veendam, 21 augustus 1948) is een Nederlands componist, dirigent, muziekpedagoog en kerkmusicus.

## Biografie

### Opleiding
Fictoor werd geboren als zoon van Christiaan Willem Joseph Fictoor (1922-2006) en Tecla Euphemia Fictoor-Mulder (1922-2011). Al op jonge leeftijd kreeg hij interesse in muziek. Toen hij zeven jaar was ging hij dagelijks naar de Kathedrale Koorschool St. Martinus in Groningen. Hij maakte tijdens zijn middelbare school aan het Sint-Maartenscollege in Groningen zijn eerste compositie. Op zijn vijftiende was hij assistent-organist in de toenmalige Sint-Martinuskathedraal. Zijn opleiding voor koordirectie, schoolmuziek en gregoriaanse muziek volgde hij aan het Prins Claus Conservatorium. Midden jaren negentig studeerde hij korte tijd theologie aan de Radboud Universiteit in Nijmegen.

### Carrière
Fictoor was na zijn opleiding conrector in het voortgezet onderwijs en muziekdocent aan de Sociale academie in Groningen. In de jaren tachtig was hij hoofddocent koordirectie, schoolmuziek en kerkmuziek aan het Conservatorium van Enschede en was daar in de jaren negentig tevens directeur. Naast componist Bernard Huijbers was hij na het Tweede Vaticaans Concilie kerkmuziek op Nederlandse teksten gaat componeren. Hij werkte toen nauw samen met priester en dichter Herman Verbeek. Hij heeft meer dan duizend composities op zijn naam staan waarvan bijna 850 kerkliederen zijn. Zijn vaste tekstschrijvers waren onder meer Marijke de Bruijne, Gerard Swüste, Kees Pannekoek, Kees Waaijman en Herman Verbeek. Ook zijn er 72 liederen van hem opgenomen in de bundel In de bundel Zangen van zoeken en zien. Daarnaast gaf hij in eigen beheer de bundel 50 liederen uit.

## Onderscheidingen
- Ereplaquette Nederlandse Kerkmuziek van de Nederlandse Sint-Gregoriusvereniging (1993)
- Ridder in de Orde van Oranje Nassau (2008)

## Composities
- Geschenk uit de hemel
- Samen spelen, zingen
- Ga: tot de einden der aarde